# De triomf van de dood
De triomf van de dood is een schilderij van Pieter Bruegel de Oude. Het schilderij wordt tentoongesteld in het Museo Nacional del Prado in Madrid. Het schilderij is geschilderd in 1562. De originele grootte van dit schilderij is 160 × 120 cm.

## Geschiedenis
Het schilderij is een eigen verwerking van Pieter Bruegel van het populaire motief van de dodendans. Het schilderij sluit nauw aan bij schilderijen van Jheronimus Bosch.

## Beschrijving
Het schilderij stelt een panorama voor waarop een leger van geraamtes door een verwoest landschap trekt. Op de achtergrond zijn bosbranden en een zee met scheepswrakken te zien. De skeletten vallen de levenden aan die proberen weg te vluchten of proberen terug te vechten. 
In de linkerbenedenhoek een wagen vol schedels voorgetrokken door een uitgemergeld paard. In de linkerbovenhoek twee geraamtes die een bel luiden. Dit staat voor het einde van de wereld, dat de Dag des Oordeels is aangebroken. In de rechterbenedenhoek bespeelt een man de luit, achter hem een vrouw en een geraamte dat meespeelt. In het midden is een hond afgebeeld die aan het gezicht van het kind knabbelt. In het midden van het schilderij staat een kruis dat als val is opgezet, want allen die erheen gaan worden gedood door een geraamte met een zeis. Een skelet bespeelt de mensen door zich voor te doen als een draailier, maar met zijn kar verplettert hij ze. Een vrouw is gedaald in het pad van de kar des doods. Ze heeft in haar hand een spindel en spinrok, wat de broosheid van de mens symboliseert. Net onder de vrouw wordt een kardinaal vermoord door een skelet die zijn mijter draagt. Een dode koning ligt erbij, wiens gouden munten worden gestolen door een ander geraamte. Op het schilderij zijn allemaal menselijke verschrikkingen afgebeeld zoals moordlust, demonen en angst. Het schilderij toont mensen van verschillende sociale standen, van boer tot edelman, koning en kardinaal die allemaal hun dood tegemoet gaan. Het toont ook aspecten van het dagelijkse leven in de 16e eeuw. De klederdracht uit deze periode is herkenbaar.